# Gy (rivière)
Pour les articles homonymes, voir Gy.
Le Gy est une rivière du nord de la France, dans le département du Pas-de-Calais, dans la région Hauts-de-France, affluent de la Scarpe, donc un sous-affluent de l'Escaut.

## Histoire

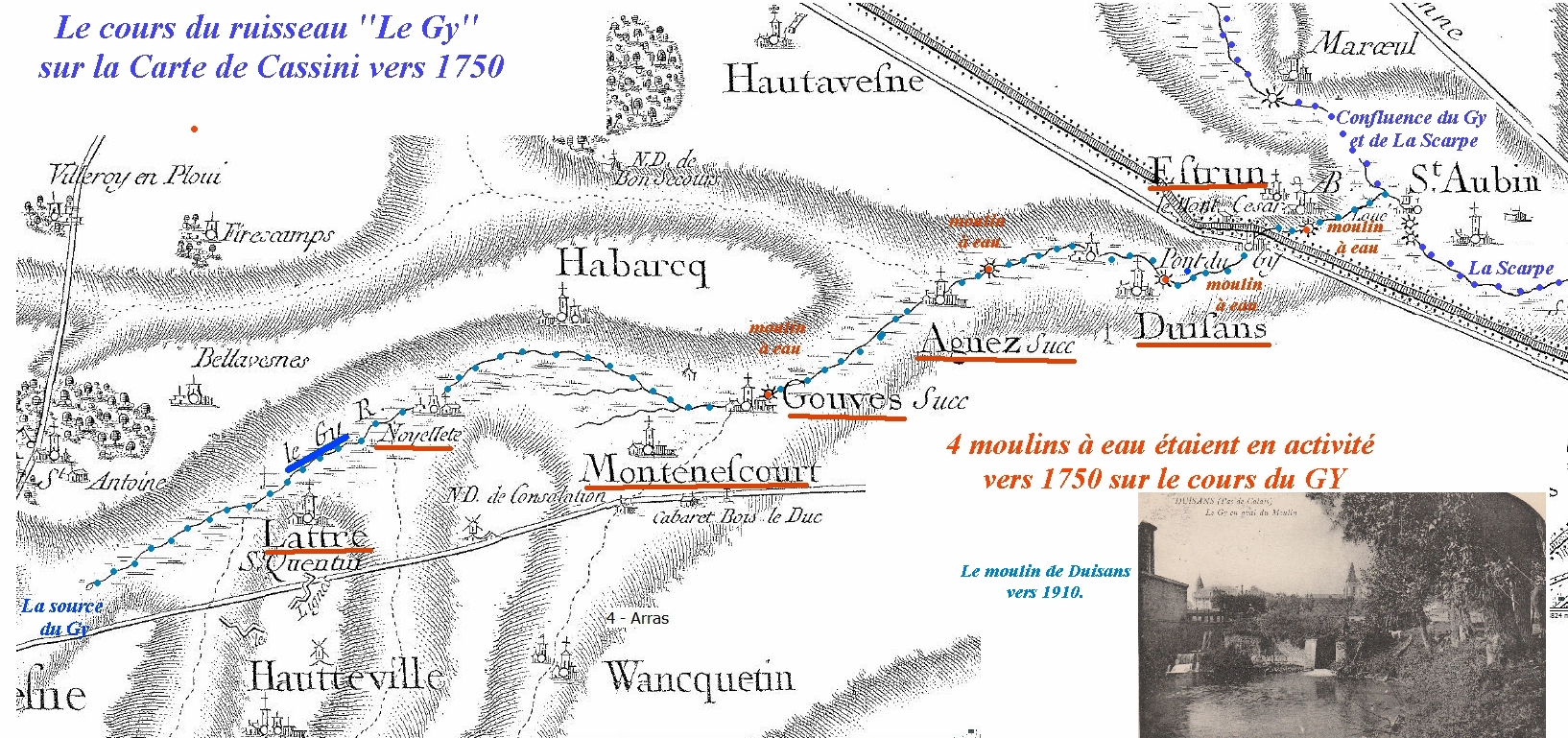
Le cours du Gy sur la carte de Cassini (vers 1750).

## Géographie
La longueur de son cours d'eau est de 8,1 km.
Le Gy prend sa source à Montenescourt.

### Communes et cantons traversés
Dans le seul département du Pas-de-Calais, le Gy traverse les cinq communes, de l'amont vers l'aval de Montenescourt (source), Gouves, Agnez-lès-Duisans, Étrun, Duisans (confluence).
Soit en termes de cantons, le Gy prend source et conflue dans le canton d'Avesnes-le-Comte, traverse ou longe le canton d'Arras-1, le tout dans l'arrondissement d'Arras.

### Bassin versant et toponyme
Le Gy a donné son nom à la communauté de communes du Val du Gy  rassemblant dix localités (4 603 habitants) autour de Duisans, à quelques kilomètres à l'ouest d'Arras, dans le département du Pas-de-Calais.

## Affluents

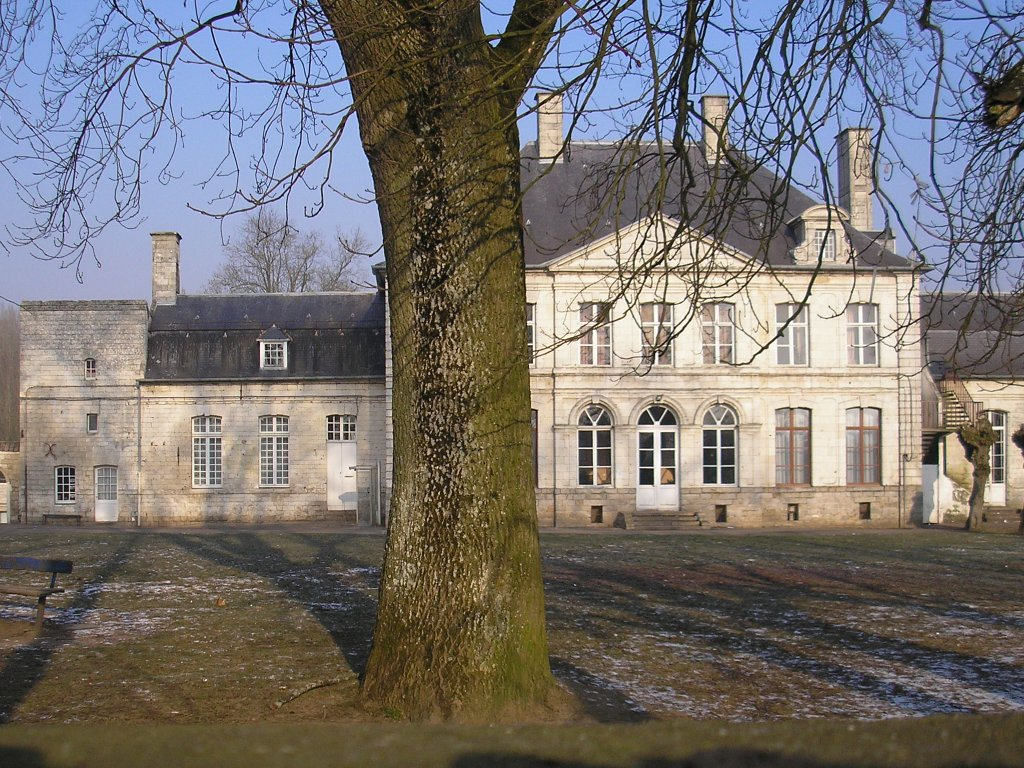
Le château de Duisans.

Le Gy a quatre affluents selon le SANDRE
- l'Ugy (rg[note 1]), 6 km sur les cinq communes de Noyelle-Vion (source), Lattre-Saint-Quentin, Noyellette, Habarcq, Montenescourt (confluence).
- l'Ury (rd), 7 km sur les trois communes de Gouy-en-Artois (source), Wanquetin, et Montenescourt (confluence).
- le Ru (rg), 1 km sur les communes de Gouves (source) et d'Agnez-lès-Duisans (confluence).
- le ruisseau de Duisans 1 km

### Rang de Strahler
Donc son rang de Strahler est de deux.

## Galerie

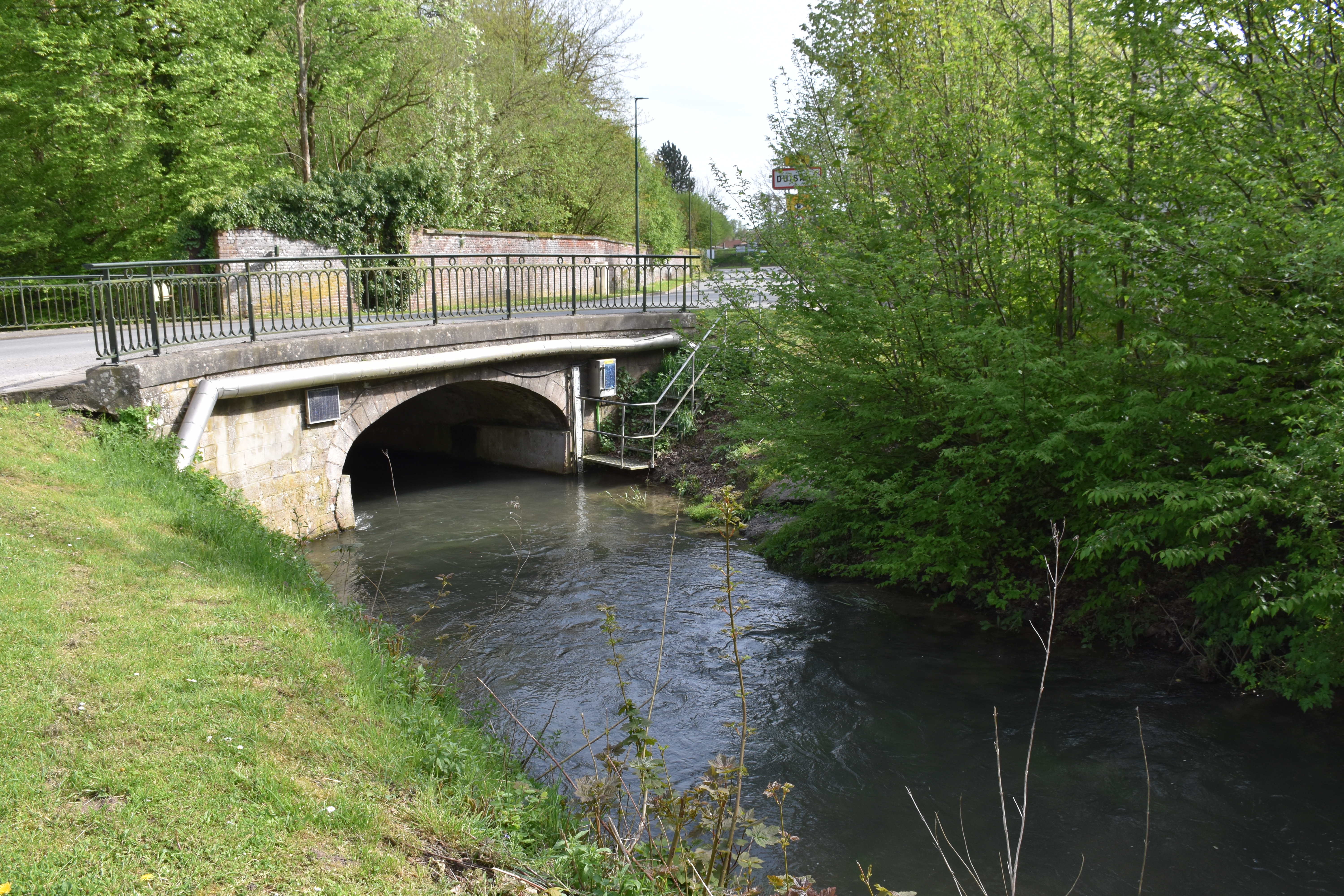
Le Gy à Duisans.